# Кайрат (Карасайський район)
Кайра́т (каз. Қайрат) — село у складі Карасайського району Алматинської області Казахстану. Входить до складу Жандосовського сільського округу.
Населення — 359 осіб (2021; 178 у 2009, 87 у 1999, 251 у 1989).